# 二宮敦
二宮 敦（にのみや あつし、1986年8月4日 - ）は、日本の元俳優。東京都出身。スターダストプロモーションに所属していた。

## 出演

### テレビドラマ
- 有閑倶楽部 第1話（2007年10月16日、日本テレビ） - 水島 役
- 内藤大助物語 いじめられっ子のチャンピオンベルト（2008年7月28日、TBS） - 坂崎 役

### 映画
- 恋空（2007年） - 美嘉を襲った男 役
- すんドめシリーズ（2007年 - 2009年） - 主演・相羽英男 役
- ふたりエッチ（2011年） - 永塚裕介 役

### 舞台
- ミュージカル「明日への扉」（2005年） - 時雄 役
- 黄金の刻（2006年） - 民 役
- ゼロイチ（2010年） - 的野茂 役

### CM
- エースコック「スープはるさめ」（2008年）
- タカラトミー「ラブヒゲ危機一髪」（2008年）
- ファミリーマート「ATM」（2009年）
- アサヒビール「アサヒスーパードライ スリムボトル」（2010年）

### PV
- さかいゆう「まなざし☆デイドリーム」（2010年）
- lela「樹海の月」（2010年）
- スチャダラパー feat. TOKYO No.1 SOUL SET「NEVER ENDING BEATS」（2010年）

### DVD
- Tokyo Prom Queen Season2（2009年） - 大野友也 役
- ほんとうにあった怖い話 第十九夜〜祠の啓示〜（2011年） - 大村啓太 役